# Per-Willy Amundsen

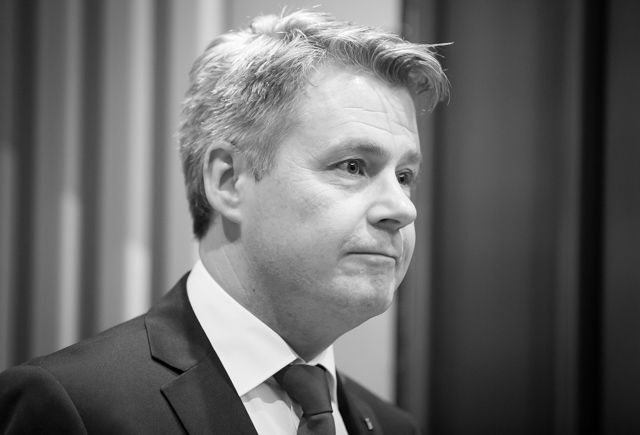
Per-Willy Amundsen, 2017

Per-Willy Amundsen (* 21. Januar 1971 in Harstad) ist ein norwegischer Politiker der Fremskrittspartiet (FrP). Von Dezember 2016 bis Januar 2018 war er des Justizminister seines Landes. Von 2005 bis 2013 und erneut seit 2017 ist er Abgeordneter im Storting.

## Leben
In den Jahren 1989 bis 1990 war Amundsen Vorsitzender der Jugendorganisation seiner Partei, der Fremskrittspartiets Ungdom (FpU), im Fylke Troms. Später war er von 1992 bis 1994 Mitglied des Vorstands der Jugendpartei im damaligen Fylke Hordaland. Amundsen studierte zwischen 1991 und 1995 Wirtschaftswissenschaft an der Norwegischen Handelshochschule und er arbeitete anschließend bis 1999 für unterschiedliche Arbeitgeber, bevor er bis 2001 selbstständig tätig war. In den Jahren 1999 bis 2005 war er Abgeordneter im Kommunalparlament von Harstad.
Bei der Parlamentswahl 2005 zog Amundsen erstmals in das norwegische Nationalparlament Storting ein. Dort vertrat er den Wahlkreis Troms und wurde zweiter stellvertretender Vorsitzender im Kommunal- und Verwaltungsausschuss. In diesem Ausschuss wurde er nach der Wahl 2009 erneut Mitglied, bevor er im Oktober 2011 während der laufenden Legislaturperiode in den Energie- und Umweltausschuss wechselte. Bei der Stortingswahl 2013 verlor Amundsen sein Mandat, zuvor war er nicht als Spitzenkandidat seiner Partei in Troms aufgestellt worden.
Am 16. Oktober 2013 wurde er zum Staatssekretär im Kommunal- und Regionalministerium in der neu gebildeten Regierung Solberg ernannt. Zum 20. Dezember 2016 übernahm er das Amt des Justizministers. Bei der Parlamentswahl 2017 gelang es ihm, erneut in das Storting einzuziehen. Aufgrund seiner Regierungsmitgliedschaft wurde er zunächst von einem Parteikollegen vertreten. Am 17. Januar 2018 erhielt bei einer Regierungsumbildung schließlich seine Parteikollegin Sylvi Listhaug den Ministerposten und er kehrte ins Storting zurück. Dort wurde er Mitglied im Außen- und Verteidigungsausschuss, bevor er im Januar 2020 in den Justizausschuss wechselte. Im Januar 2020 wurde er zudem Mitglied im Fraktionsvorstand seiner Partei, was er bis Ende September 2021 blieb.
Nach der Wahl 2021 wurde er der Vorsitzende des Justizausschusses. Im März 2024 trat er von dieser Position zurück, nachdem er – auch innerhalb seiner eigenen Partei – wegen Facebook-Posts in die Kritik geraten war. In diesen schrieb er unter anderem von „radikalen Frauen“, die keine Ahnung von Penisen hätten. Amundsen erklärte, dass er die als rassistisch und frauenfeindlich kritisierten Posts in betrunkenem Zustand geschrieben habe und sie zwar nicht illegal gewesen seien, aber er Verständnis dafür habe, dass sie eine große Belastung für die Partei darstellen. Amundsen ging daraufhin in den Kommunal- und Verwaltungsausschuss über, in dem er einfaches Mitglied wurde. Die Partei gab nach einer internen Untersuchung bekannt, dass er bis 2026 alle Rechte innerhalb der Partei verliere und bis Ende Januar 2025 nicht mehr an Treffen, Kursen und Konferenzen der FrP teilnehmen dürfe. Sein Stortingsmandat blieb von dieser Entscheidung unberührt.

## Politische Positionen

### Klimapolitik
2012 sprach Amundsen davon, dass die Sonne der größte Einflussfaktor auf die Temperatur und das CO2 in der Atmosphäre wäre und nicht die Menschen. Er meinte zudem, dass „Klimafundamentalisten“ die Debatte in Norwegen übernehmen würden und er mit seiner Partei wieder zu einer vernünftigen Politik zurückkehren wolle. Es wäre seiner Ansicht nach irrational, Milliarden von Kronen für den Klimaschutz auszugeben, wenn es in Wirklichkeit keine bedeutende Auswirkung hätte, da nur eine kleine Anzahl an Ländern sich den Klimazielen verpflichte, während Länder wie China ihren Ausstoß weiter erhöhten. Bei der Übernahme des Justizministeramtes im Jahr 2016 weigerte er sich, sich zu seinen Aussagen zu äußern.
Gemeinsam mit Torgeir Knag Fylkesnes (SV) hatte er sich 2020 im Storting erfolglos für den Ausbau der Nord-Norgebanen bis nach Tromsø eingesetzt.

### Rechte der samischen Bevölkerung
In seiner Zeit als Justizminister lehnte er es zudem ab, sich zu den Rechten der Samen zu äußern, obwohl diese auch in den Aufgabenbereich des Justizministeriums fallen. Im Jahr 2007 erklärte er, dass Gemeinden am samischen Feiertag nicht die samische Flagge hissen sollten, da es keinen samischen Staat gibt. 2011 sagte er in seiner Funktion als Sprecher für samische Politik seiner Partei, dass die samische Flagge allgemein nicht verwendet werden sollte, da sie Menschen den Eindruck geben könnte, dass manche Samen sich von der übrigen Gesellschaft abspalten wollen. Im Jahr 2010 sprach er sich zudem für die Abschaffung des Sametings – des Parlaments der samischen Urbevölkerung in Norwegen – aus, da dieses Parlament Teil einer ethnischen Sonderbehandlung sei.

### Donald Trump
Gemeinsam mit seinem Parteikollegen Christian Tybring-Gjedde nominierte er den US-amerikanischen Präsidenten Donald Trump im Jahr 2018 für den Friedensnobelpreis. Als Grund gaben sie das Treffen zwischen Trump und dem nordkoreanischen Diktator Kim Jong-un sowie Trumps Abrüstungsbestrebungen auf der Koreahalbinsel an. Die Nominierung wurde von Politikern verschiedener Parteien kritisiert, Petter Eide von der Sosialistisk Venstreparti nannte sie unseriös. Im Anschluss auf den Sturm auf das Kapitol in Washington 2021 erklärte Amundsen, dass er nun anders auf Trump sähe. Amundsen bezeichnete Trump als einen Präsidenten, der die Spielregeln der Demokratie nicht verstehe und sich des Amtes nicht würdig zeige. Er erklärte weiter, dass er ihn nicht mehr für den Friedensnobelpreis nominieren würde, er aber die Entscheidung aus dem Jahr 2018 nicht bereue.

### Polizei
Amundsen befürwortet die generelle Bewaffnung der norwegischen Polizeikräfte und sprach sich unter anderem in seiner Zeit als Justizminister dafür aus. Im Mai 2021 erklärte er, dass Norwegen mit Island das einzige Land der Welt sei, in dem die Polizei keine Waffen tragen, dies aber in einer Zeit, in der Europa wiederholt von Terrorangriffen getroffen werde, eine wichtige Maßnahme sei. So wäre die Reaktionszeit in Terrorsituationen geringer.